# Smilax borneensis
Smilax borneensis är en enhjärtbladig växtart som beskrevs av A.Dc. Smilax borneensis ingår i släktet Smilax och familjen Smilacaceae. Inga underarter finns listade.